# 崩壞音箱
『崩壞音箱』是ASIAN KUNG-FU GENERATION首張迷你專輯，於2002年11月25日發行。2003年4月23日由ki/oon Records再次發行。兩個版本的內容都是一樣的。在唱片的補充情報中，記錄了「後藤正文很酷! 12最棒!!」，相信是團員的惡作劇。

## 收錄曲
1. （遙遠的彼方）
  - 東京電視台卡通「火影忍者」的第2期片頭曲。（第26~53集）
  - 映像作品集１巻有収録PV
2. 羅針盤（指南針）
  - 雖然很短，但卻是簡約而充滿著速度感的曲子。在Live的間奏中後藤會發出叫聲。
3. 粉雪
  - 也收錄在自主製作盤當中，是初期已經存在的歌曲。也是後藤第一首以日文為歌詞的曲子。
4. 青之歌
  - 在初期的階段的歌名曾經是Song of Blue。
5. （Sunday）
6. 12

※作詞：後藤正文（#1～5）
※作曲：後藤正文（#1,3～5）、後藤正文/山田貴洋（#2）